# Sherwood Bailey
Pour les articles homonymes, voir Bailey.
Sherwood Bailey est un acteur américain, né le 6 août 1923 à Long Beach, en Californie (États-Unis), mort le 6 août 1987 à Newport Beach (Californie).

## Biographie
Il est connu pour avoir joué Spud dans la série Les Petites Canailles entre 1931 et 1932.
Il meurt d'un cancer le 6 août 1987, jour de son 64e anniversaire.

## Filmographie
- 1931 : Big Ears (en) de Robert F. McGowan : Spud
- 1931 : Shiver My Timbers (en) de Robert F. McGowan : Spud
- 1931 : Dogs Is Dogs (en) de Robert F. McGowan : Spud
- 1932 : Readin' and Writin' (en) de Robert F. McGowan : Spud
- 1932 : Free Eats (en) de Ray McCarey : Spud
- 1932 : Choo-Choo! (en) de Robert F. McGowan : Spud
- 1932 : Spanky (en) de Robert F. McGowan : Spud
- 1932 : The Pooch (en) de Robert F. McGowan : Spud
- 1932 : Hook and Ladder (en) de Robert F. McGowan : Spud
- 1932 : La Grande Panique (The Big Stampede) de Tenny Wright : Pat Malloy
- 1933 : The Mysterious Rider (en) de Fred Allen : Matt Arnold, Jr., aka as 'Sheriff'
- 1934 : Beloved de Victor Schertzinger : Tom, as a Boy
- 1934 : The Loudspeaker (en) de Joseph Santley : Ignatz
- 1934 : Le Calvaire de Flora Winters (The Life of Vergie Winters) d'Alfred Santell : Sadie and Herbert's Boy, Watching the Funeral
- 1935 : Paddy O'Day de Lewis Seiler : Street Boy
- 1936 : Enfants abandonnés (Too Many Parents) de Robert F. McGowan: Clarence Talbot Jr.
- 1936 : A Son Comes Home (en) d'Ewald André Dupont : Jerry
- 1936 : Au seuil de la vie (The Devil Is a Sissy) de W. S. Van Dyke et Rowland Brown : Bugs
- 1936 : Une aventure de Buffalo Bill (The Plainsman) de Cecil B. DeMille
- 1937 : Pour un baiser (Quality Street) de George Stevens : William Smith
- 1937 : Girl Loves Boy de Duncan Mansfield (en) : Tim McCarthy
- 1937 : L'Entreprenant Monsieur Petrov (Shall We Dance) de Mark Sandrich : Newsboy
- 1937 : Jungle Menace de Harry L. Fraser : Paul Marshall [Chs.2-3,6,8-10]
- 1937 : Quick Money (en) d'Edward Killy : Frederick 'Freddie' Tompkins
- 1939 : Hommes sans loi (King of the Underworld) de Lewis Seiler : Boy
- 1939 : Les Aveux d'un espion nazi (Confessions of a Nazi Spy) d'Anatole Litvak : Newsboy at end
- 1939 : Call a Messenger (en) d'Arthur Lubin : Sweeney
- 1940 : La Jeunesse d'Edison (Young Tom Edison) de Norman Taurog : Red, Joe's Friend